# (73228) 2002 JA27
(73228) 2002 JA27 – planetoida z pasa głównego asteroid okrążająca Słońce w ciągu 3,31 lat w średniej odległości 2,22 j.a. Odkryta 8 maja 2002 roku.